# Anteosaurus
Anteosaurus (que significa "réptil anterior ou inicial") é um gênero extinto de sinápsidos terápsidos carnívoros. Viveu durante a época do Médio Permiano (há 266-260 milhões de anos), na região que é hoje a África do Sul. Eles se tornaram extintos a partir de meados do Permiano inferior. O Anteosaurus é um sinápsido semi-aquático com uma longa cauda e pernas fracas, o que indica um estilo de vida, aquático, muito semelhante ao de um crocodilo. Eles são essencialmente carnívoros, mas alguns têm sido conhecidos por serem herbívoros ou onívoros. A característica mais notável do Anteosaurus é a sua altura e o estreito crânio, que pesa cerca de 500–600 kg, tem 80 centímetros de comprimento, e cerca de 5–6 m de comprimento. O tamanho do crânio é utilizado para determinar a idade de um fóssil. Os dentes são outra característica da identificação do Anteosaurus. Os dentes sobre a parte superior da boca são alargados e estão confinados próximo da linha do dente exterior. Os "dentes normais" incluem o anterior e dentes caninos. Os dentes caninos são grandes. A frente da boca curvas-se devido ao osso do pré-maxilar superior. Paleontólogos acreditam que a presença de Pachytosis (espessamento superior da cabeça) indica um comportamento destes dinocephalia, provavelmente para proteger território e lutar, ao longo de uma disputa com cabeçadas. Esta característica indica que eles estavam ativos em terra também.

## Descoberta

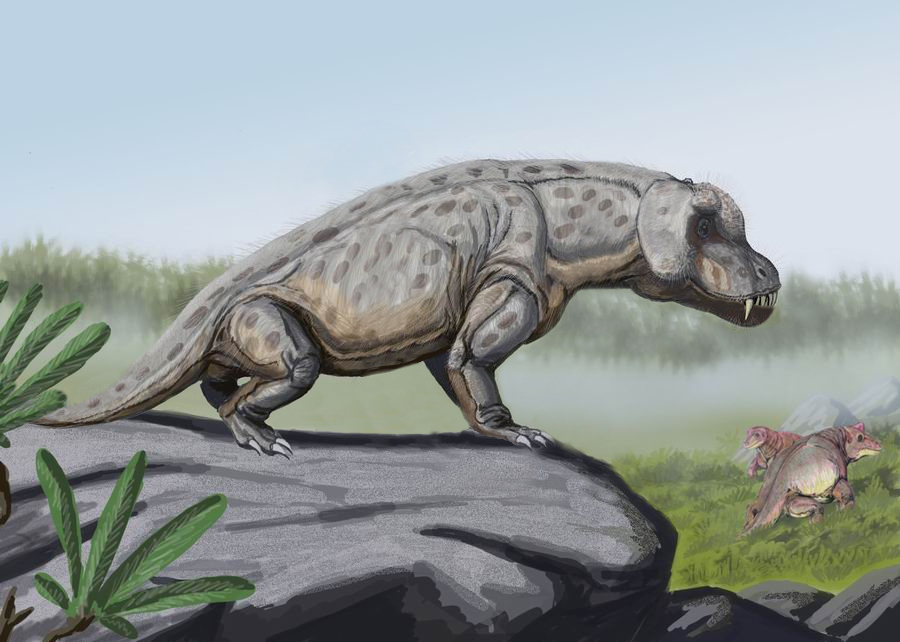
Um Anteosaurus observando a paisagem.

O crânio de um jovem Anteosaurus foi encontrado no leste da província do Cabo, África do Sul, onde muitos fragmentos de crânio de dinocéfalos foram descobertos. Quatro outros Anteosauridae foram encontrados na região de Isheevo, o Anteosaurus foi o único predador Anteosauridae na zona temperada sul-africana.

## Espécies relacionadas
Os ancestrais dos Therapsidas modernos a partir do Permiano inferior incluem o Strathiocephalus e Tapinocaninus. Estes Therapsidas são classificados por seu crânio pachyostosis, tamanho corporal, e alimentação herbívora. Existem seis outros gêneros de Tapinocephalus que estão relacionados com a Anteosaurus: Eccasaurus, Titanognathus, Dinosuchus, Micranteosaurus (considerado um "mini" Anteosaurus devido ao seu pequeno tamanho) e Pseudanteosaurus. Há 16 crânios bem preservada de Anteosaurus, 10 dos quais foram designadas como espécies de Anteosaurus, e se distinguem por seu tamanho e forma do crânio, quantidade tamanho e forma dos dentes. O  crânio primitivo e os dentes caninos são uma característica do Anteosaurus, que foram passados para a seus posteriores descendentes tais como a Titanosuchidae, que substituiu a maior parte dos hábitos alimentares para uma alimentação herbívora. O gigante Anteosaurus é conhecido por ter coexistido com o Titanophoneus e Doliosauriscus na região de Isheevo. A família Anteosauridae substituiu o Eotitanosuchidae, mas eles (os Anteosauridae) foram substituídas por grandes Gorgonopsidas.